# Kiona (Washington)
Kiona es una área no incorporada ubicada en el condado de Benton en el estado estadounidense de Washington.

## Geografía
Kiona se encuentra ubicada en las coordenadas 46°14′58″N 119°28′39″O / 46.24944, -119.47750.